# فرودگاه خوانخوی
فرودگاه خوانخوی (به انگلیسی: Juanjuí Airport) (به زبان بومی: Aeropuerto de Juanjuí) یک فرودگاه همگانی با کد یاتا JJI است که یک باند فرود شن دارد و طول باند آن ۲٬۰۰۰ متر است. این فرودگاه در کشور پرو قرار دارد و در ارتفاع ۳۵۰ متری از سطح دریا واقع شده است.